# Mar de Liguria
El mar de Liguria es una subdivisión del mar Mediterráneo, cuyos límites si bien no son muy precisos están delimitados en general por un triángulo imaginario cuyos vértices son: el cabo Ferrat francés, vecino a Niza; la punta di Revelatta, cerca de Calvi en Córcega; y el cabo Piombino, en Livorno, en la costa de la Toscana. Véase más abajo delimitación de la IHO y delimitación italiana.

## Geografía

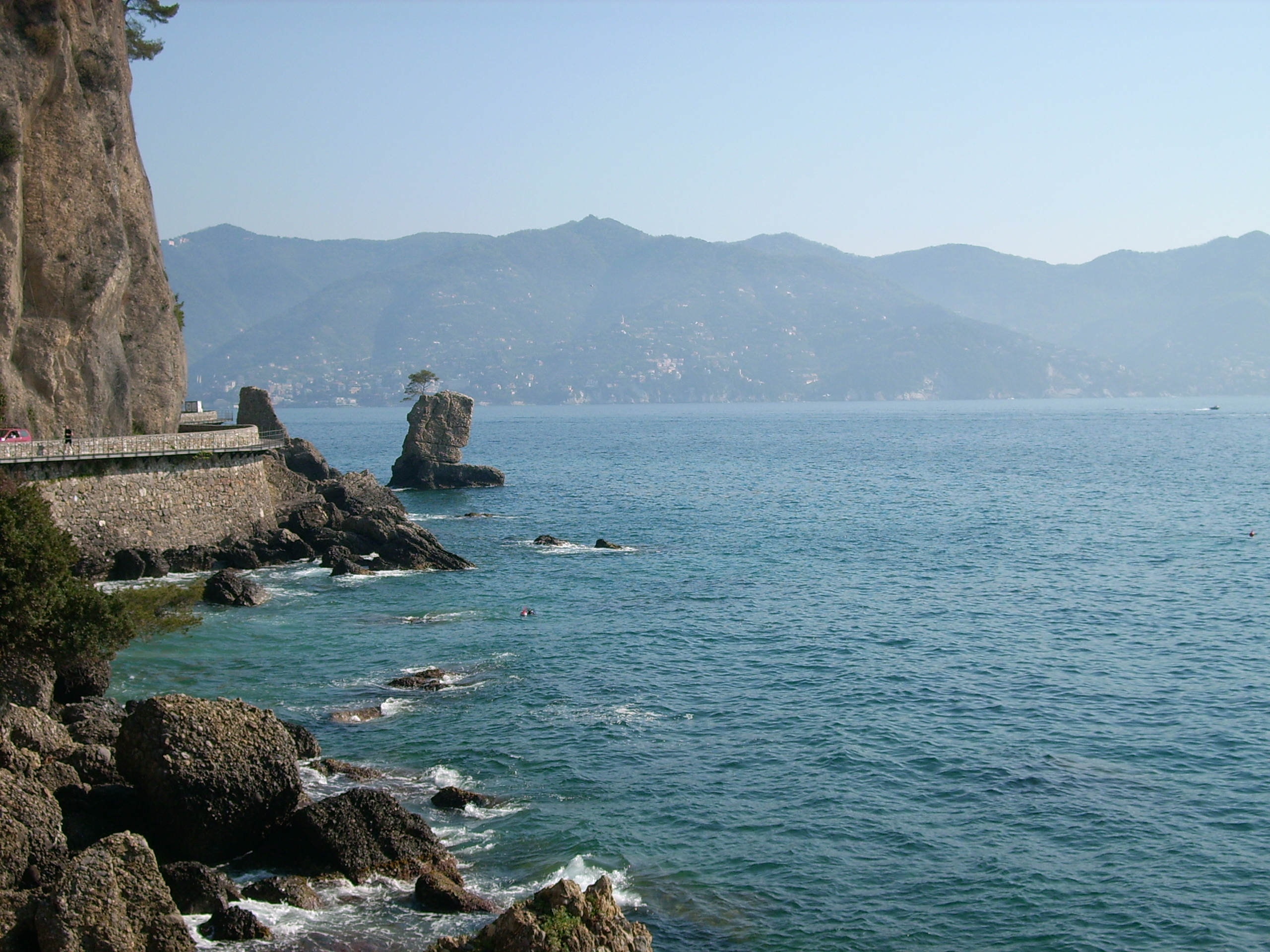
Santa Margarita Ligure.

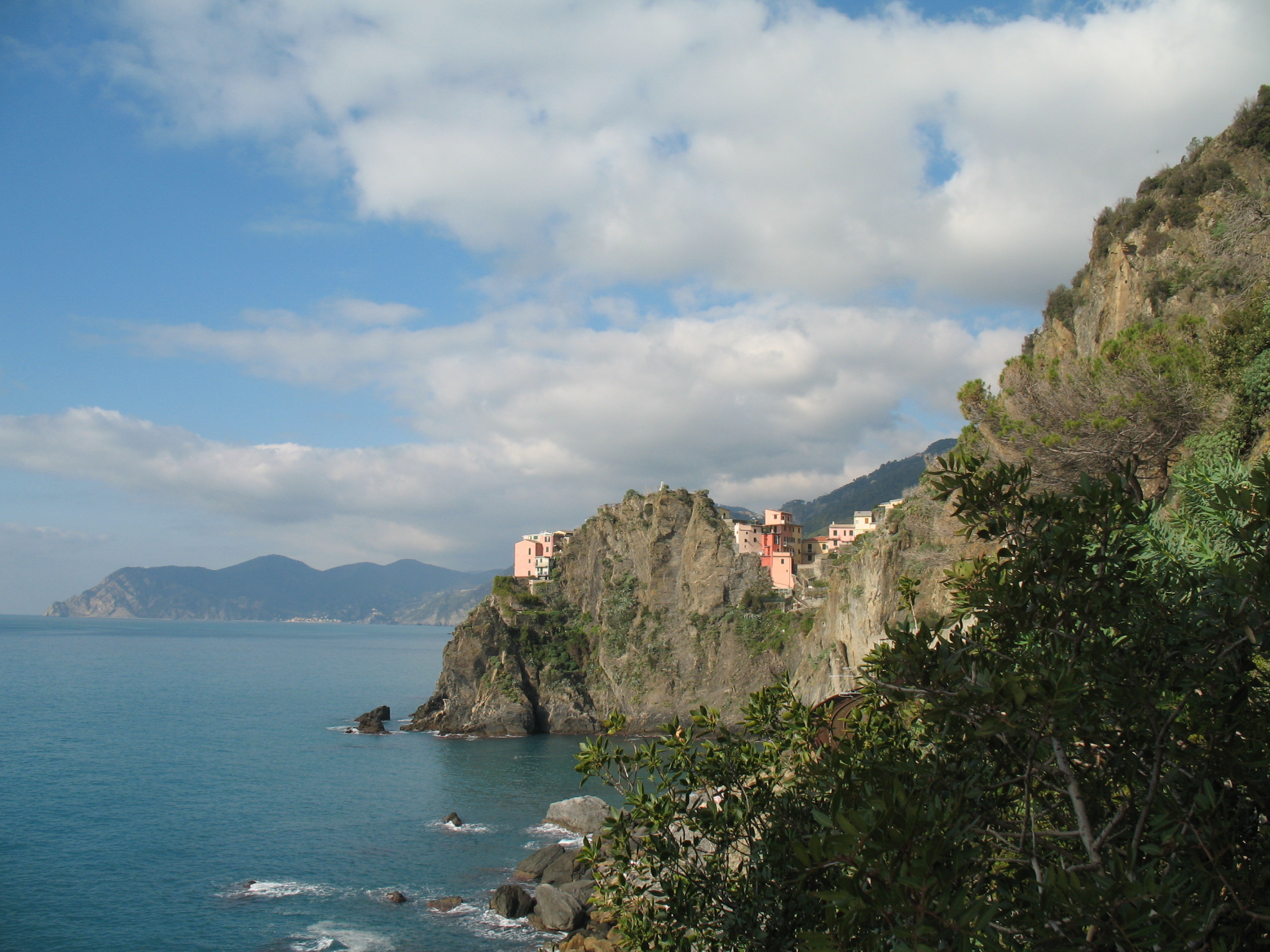
Manarola, Cinque Terre.

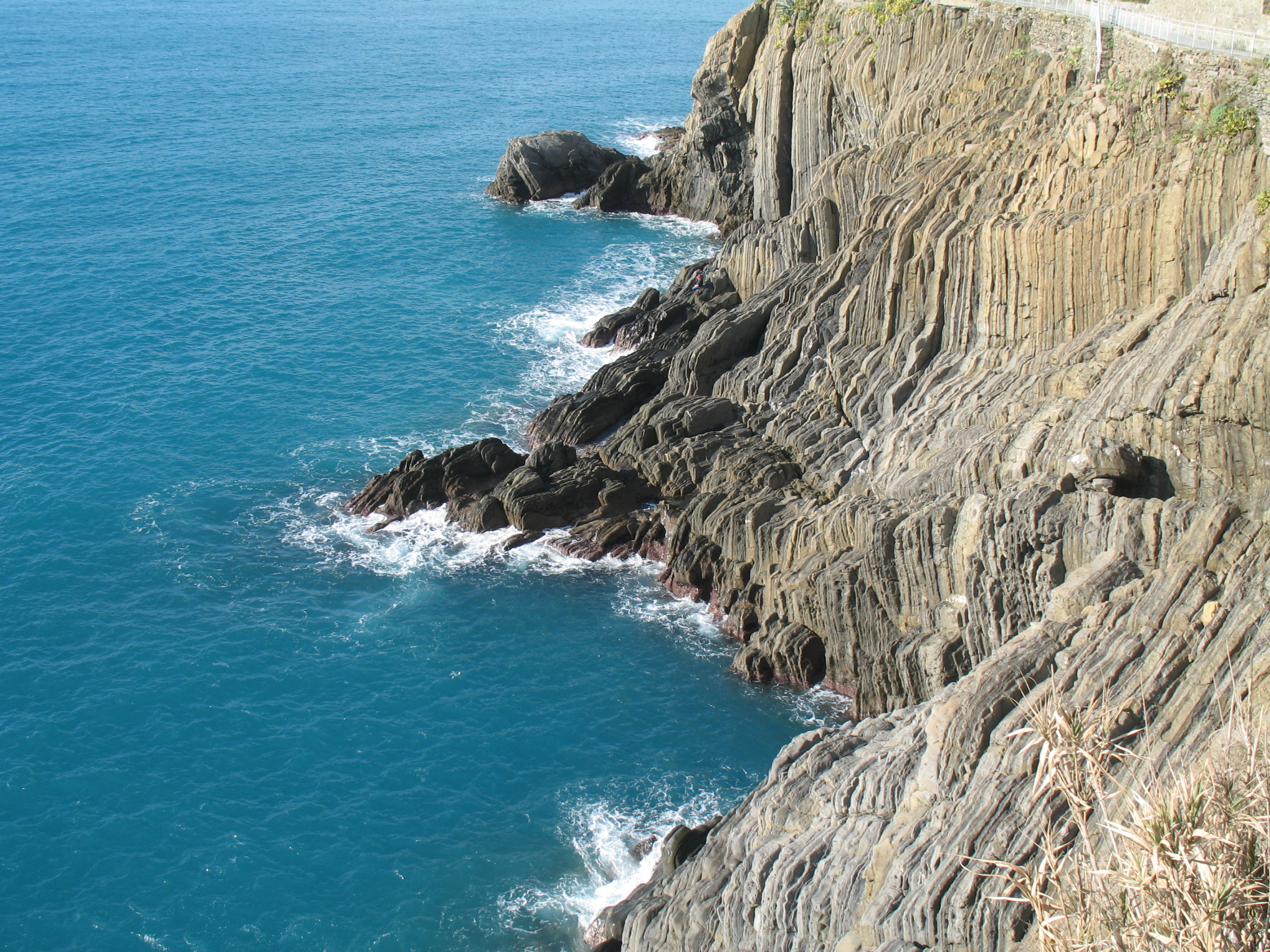
Vía del Amor, Cinque Terre.

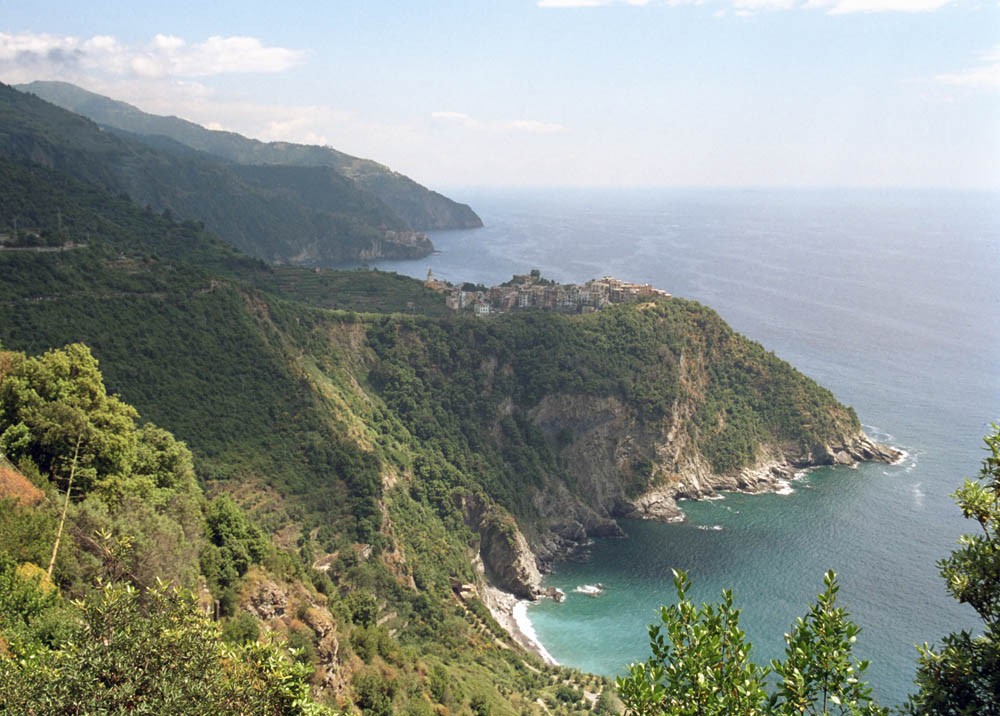
Corniglia.

El mar de Liguria baña la costa italiana (más conocida como Riviera o Riviera Ligure) de Liguria y Toscana, y las islas de Córcega y Elba.
El mar de Liguria forma entre el cabo Mele y La Spezia, un gran arco (el golfo de Génova) en el centro del cual se encuentra el puerto de Génova, su ciudad más importante.
Sus aguas bañan Italia, Francia y Mónaco y limita con el mar Tirreno. Está enmarcado por los Alpes marítimos y los Alpes Apuanos.
En sus costas se habla el ligur, lengua romance dialecto genovés y la alimentación está fuertemente influenciada por los productos marinos (anchoa, merluza, mariscos) y la elaboración de salsas típicas como el pesto con productos del lugar (aceite de oliva, nueces, pinolis, etc), además de productos con garbanzos, pastas (pansotti), la típica focaccia, la torta pascualina y la farinata o fainá.
El mar de Liguria se considera un santuario de mamíferos marinos y fue declarado como ZEPIM.

### Costa
Debido a la posición del sol, en el lado occidental de Génova la costa toma el nombre de riviera di Ponente (ribera de Poniente); en el oriental, el de riviera di Levante (ribera de Levante). 
La costa noroeste se caracteriza por la belleza panorámica y su clima agradable.
El mar de Liguria también baña las costas centro-norte de Toscana, siendo predominantemente bajas y arenosas.
Comprende la costa Apuana (debe su nombre a los Alpes Apuanos), el golfo de Tigullio, la Versilia, la costa pisana, la costa Spezzina (de Deiva Marina a Portovenere), la riviera Ligure delle Palme al oeste de Savona y la costa de los Etruscos hasta el golfo de Baratti. 
Entre las islas, las más importantes son la Elba, la Isla de Capraia y la Isla de Gorgona, pertenecientes al archipiélago Toscano, Palmaria, Tino y Tinetto situadas a lo largo de la Riviera Ligure di Levante.

### Ciudades
De gran atractivo turístico, especialmente durante el verano europeo, son las ciudades y localidades costeras de Portofino, Imperia, Viareggio, Forte dei Marmi, Sestri Levante, Portovenere, Camogli, Rapallo, Livorno, San Remo, Santa Margarita de Ligur y otras de la rivera liguriana así como los puertos de La Spezia y Savona.  
Por su belleza, la franja denominada Cinco Tierras o Cinque Terre fue declarada Patrimonio de la Humanidad en Italia por la Unesco. Se compone de cinco poblados: Monterosso al Mare, Vernazza, Corniglia, Manarola y Riomaggiore.

### Ríos y puertos
Entre otros ríos, el mar de Liguria recibe las aguas del río Arno, el Magra, el Versilia y el Serchio.
El mar de Liguria es pequeño, pero profundo y las montañas llegan hasta el mar. Sus costas son altas y las playas son pocas y pequeñas.
A lo largo de sus costas hay importantes puertos comerciales, el mayor de los cuales es el puerto de Génova. Otros puertos importantes son los de Menton, Savona, La Spezia, Imperia, Carrara, Piombino y Livorno.
El mar de Liguria alcanza una profundidad máxima de más de 2.850 m al noroeste de Córcega.

## Batimetría
La plataforma continental en el mar de Liguria, es casi inexistente y el fondo marino desciende a continuación en una fuerte pendiente hacia el fondo de la llanura abisal de la cuenca de Cerdeña y Córcega, (también llamada cuenca corso-liguria).
El talud está surcado por cañones submarinos. La pendiente del talud es fuerte, con un desnivel de 200 m de profundidad a sólo 2 km de la costa y 500 m a 4 km, donde se inicia la llanura abisal, que está situada entre 15 y 20 km de la costa a una profundidad de 2.000 m.
El cañón de Génova es uno de los cañones submarinos más grandes del Mediterráneo. Entre los bordes de las laderas hay una anchura de 50 km y la longitud total del cañón supera los 70 km, a lo largo de los cuales, el fondo marino desciende de 200 hasta 2400 m de profundidad, con pendientes que alcanzan y superan en algunos puntos los 50 °C. En la orilla oriental del cañón hay un banco submarino, situado a unos 45 km de la costa de Portofino, donde el fondo marino llega relativamente hasta los 515 m de profundidad.

## Historia
Antiguamente el mar de Liguria se llamaba, en latín, Madre Ligusticum, al mar que bañaba las tierras habitadas por los antiguos lígures, definido entre el Ródano y el Arno. En el siglo V el territorio habitado por esta población se extendía mucho más allá de las fronteras de la actual Liguria y de la misma posterior República de Génova, incluyendo parte de las actuales costas francesa y toscana hasta Livorno.
El Mar Tirreno toma su nombre del pueblo de los tirrenos (Tyrsenoi o Tyrrhenoi), más conocidos como los etruscos, cuyos territorios, durante el siglo VIII a. C., por eso, en algunos escritos internacionales, la parte del mar de Liguria que baña la Toscana es llamada "alto tirreno".
Desde el siglo VII a. C. las poblaciones ligures en la región y más allá de los Apeninos fueron belicosos navegantes y la conquista romana, que comenzó en el siglo III a. C. fue difícil. En sus costas se instalaron las tribus ligures, apuanes y etruscos. 
A fines del Imperio romano, la región fue saqueada por los bárbaros, luego dominada por los bizantinos, por los longobardos y por los francos, mientras que sus costas fueron devastadas por los sarracenos.
En 1339 Simón Boccanegra se nombró Señor de Génova (Dogo de Génova) y comenzó un período plagado de revueltas y de guerras contra la potencia marinera de Venecia, contra los aragoneses, los Visconti y los franceses.

### Personas notables ligadas al mar de Liguria
Entre las personalidades nacidas o que habitaron en la región pueden mencionarse:
- Andrea Doria
- Giuseppe Garibaldi
- Cristoforo Colombo
- Giacomo Puccini
- Gabriele D'Annunzio
- Eugenio Montale
- Sem Benelli
- Mary Shelley
- Lord Byron
- Sandro Pertini
- Fabrizio De André

## Delimitación de la IHO
La máxima autoridad internacional en materia de delimitación de mares a efectos de navegación marítima, la Organización Hidrográfica Internacional («International Hydrographic Organization, IHO), considera el mar de Liguria como una subdivisión del mar Mediterráneo. En su publicación de referencia mundial, «Limits of oceans and seas» (Límites de océanos y mares, 3.ª edición de 1953), le asigna el número de identificación 28 (d) y define sus límites de la forma siguiente:

En el suroeste.
Una línea uniendo el cabo Corse (cabo Grosso, 9°23' E), la punta norte de Córcega, hasta la frontera entre Francia e Italia (7°31' E).
En el sureste.
Una linea que une el cabo Corse con la isla Tinetto (44°01'N, 9°51' E) y desde allí a través de las islas de Tino y  Palmaria hasta la punta San Pietro (44°03' N, 9°50' E), en la costa de Italia.
En el norte.
La costa ligur de Italia.
Limits of oceans and seas, pág. 16.

## Delimitación italiana
El Instituto Hidrográfico de la Marina Italiana define los límites del Mar de Liguria de la siguiente manera:
- límite occidental: siguiendo una línea que une Cap Ferrat cerca de Niza y la punta de Revellata cerca de Calvi en Alta Córcega (Haute-Corse);
- límite oriental: sigue una línea que une el cabo de Córcega (en Capu Sagru) y el promontorio de Piombino.

Estos límites, al no ser reconocidos por la Organización Hidrográfica Internacional, son por tanto arbitrarios. Siempre desde el punto de vista italiano, el mar de Liguria limita con Francia (Alta Córcega y Alpes Marítimos), Italia (Liguria, norte de Toscana, islas de Gorgona y Capraia) y el principado de Mónaco. Según las definiciones italianas, el límite con el mar Tirreno se sitúa por tanto a nivel del Canal de Córcega.

## Santuario Pelagos

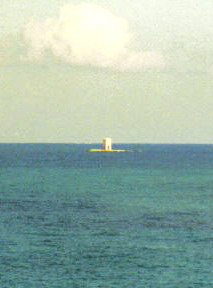
La Torre Meloria frente a la costa de Livorno.

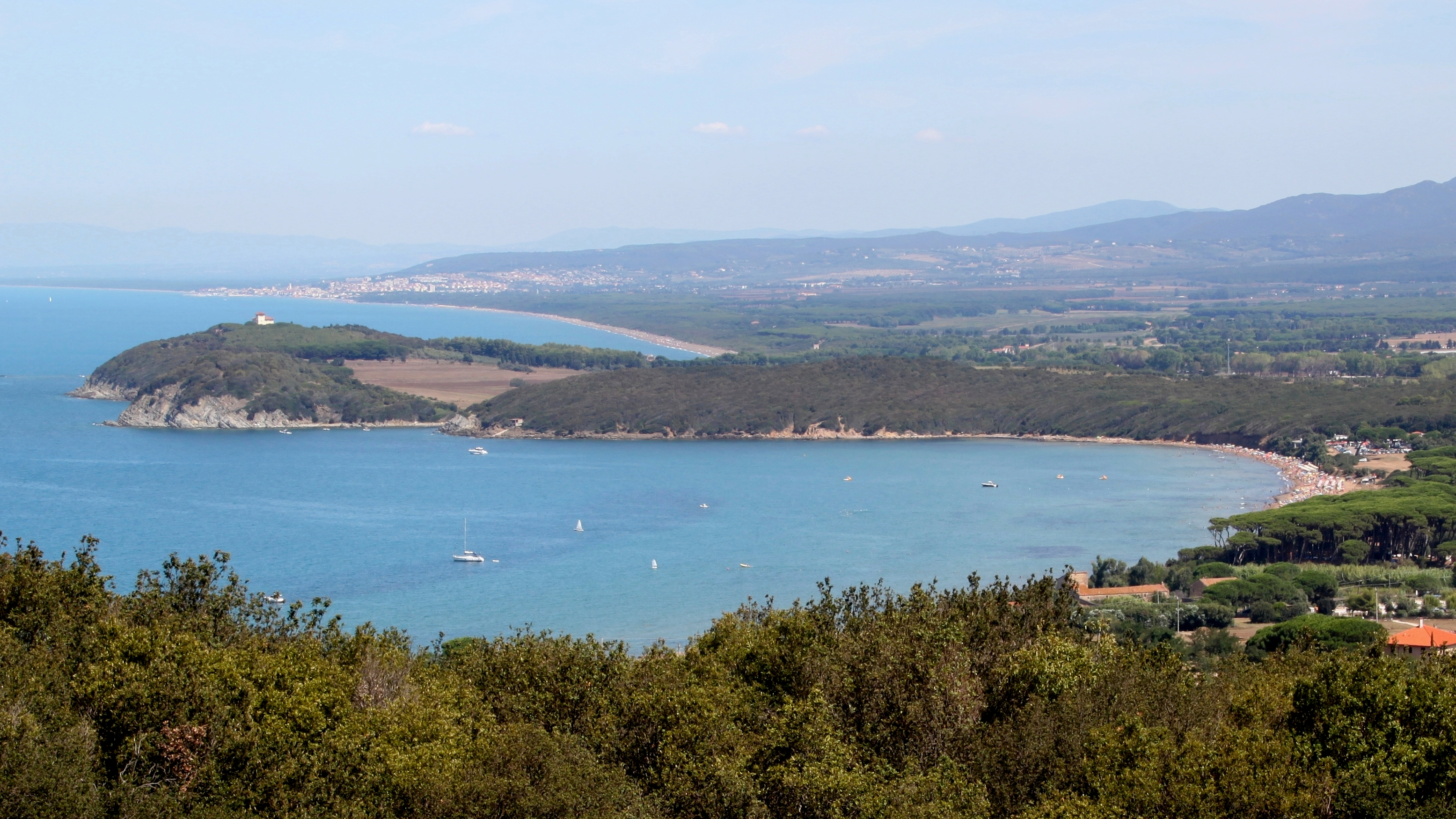
Golfo de Baratti.

El Mar de Liguria es conocido por albergar en sus aguas la mayor reserva marina del Mar Mediterráneo. El conocido como Santuario Pelagos es un área marina protegida definida por Francia e Italia en 1999, destinada a la protección de los mamíferos marinos (cetáceos). Cubre un área de aproximadamente 84.000 km², que comprende las aguas entre Toulon (Costa Azul), Cabo Falcone (Cerdeña oeste), Cabo Ferro (Cerdeña oriental) y Fosso Chiarone (Toscana).
Es una de las zonas del Mediterráneo donde es más fácil avistar grupos de cetáceos. Las embarcaciones para el avistamiento de estos mamíferos marinos parten de los principales puertos deportivos de la provincia de Imperia, como Porto Maurizio.
En esta zona todos los cetáceos que habitan en el Mediterráneo se encuentran a intervalos regulares. Se cree que es el principal motivo de alimentación para los rorcuales comunes en la cuenca mediterránea.
El santuario fue establecido el 25 de noviembre de 1999 y es la primera (y actualmente la única) reserva marina internacional en el mundo, compartiendo aguas internacionales de Francia, Italia, y el Principado de Mónaco.
Para subrayar la importancia del santuario, este se ha añadido a las Zona Especialmente Protegida de Importancia para el Mediterráneo (ZEPIM), lista del Convenio de Barcelona de 1999.
En 1996, Italia creó el Parque Nacional del Archipiélago Toscano, gracias al cual se salvaguardan las siete islas principales del archipiélago y los fondos marinos con toda la fauna importante tanto del mar Tirreno como del mar de Liguria. Actualmente es el parque marino más grande de Europa.
En 1999 se creó en Liguria el parque nacional de las Cinco Tierras, íntegramente en la provincia de La Spezia, que por la belleza natural de su territorio es un importante destino turístico para los interesados no solo en el turismo balneario.

## Fauna marina

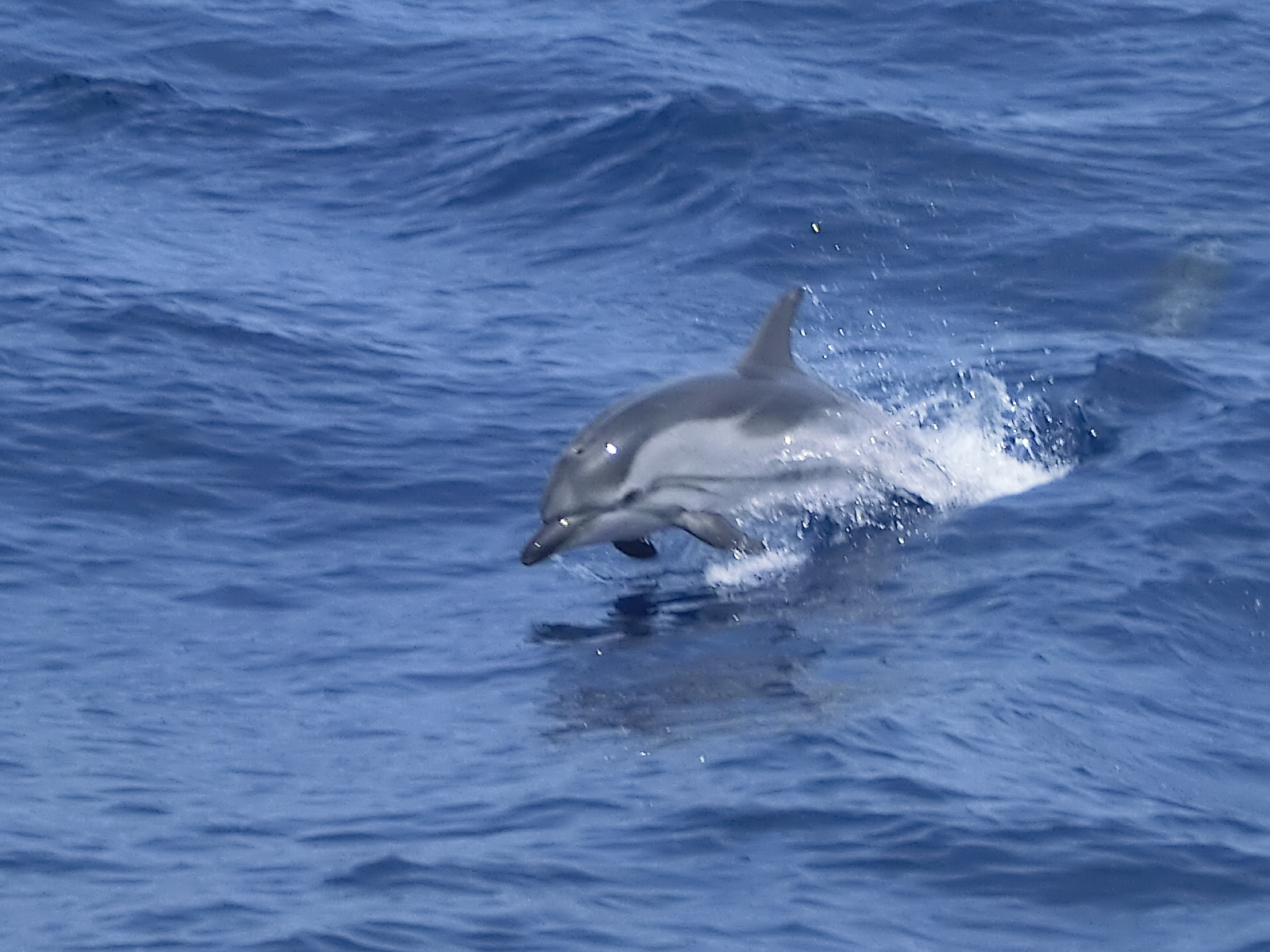
Delfín listado, Stenella coeruleoalba, en el Santuario de Cetáceos del Mediterráneo.

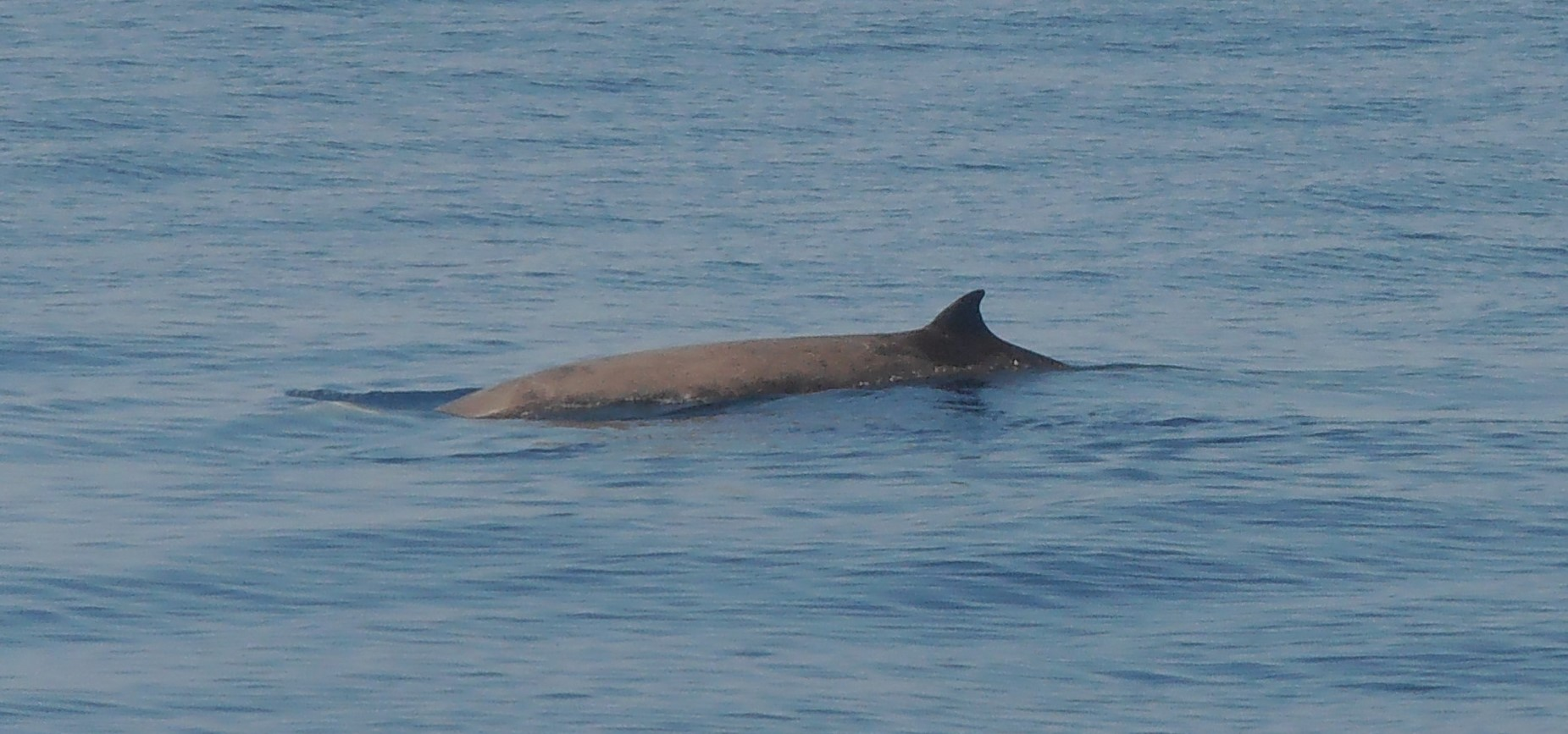
Un zifio, Ziphius cavirostris, con la aleta dorsal sobresaliendo de la superficie del mar.

Un número de estudios demuestran que en esta zona del Mar Mediterráneo hay una concentración masiva de cetáceos, principalmente gracias a la abundancia de alimentos. Los mamíferos marinos están representados por doce especies: el rorcual común (Balaenoptera physalus), que es el segundo animal más grande en el mundo; cachalotes (Physeter macrocephalus), el delfín común (Delphinus delphis), el delfín mular (Tursiops truncatus), el delfín listado (Stenella coeruleoalba), la ballena piloto (Globicephala melas), el delfín de Risso (Grampus griseus), el ballenato de Cuvier (Ziphius cavirostris); más rara de ver, la ballena de Minke (Balaenoptera acutorostrata), el delfín de hocico estrecho (Steno bredanensis), la orca (Orcinus orca) y la falsa orca (Pseudorca crassidens). 
Un reciente informe de Greenpeace, sin embargo, ha documentado un dramático declive en las poblaciones de cetáceos y una insuficiencia de las medidas de protección puestas en marcha.

## Galería de imágenes

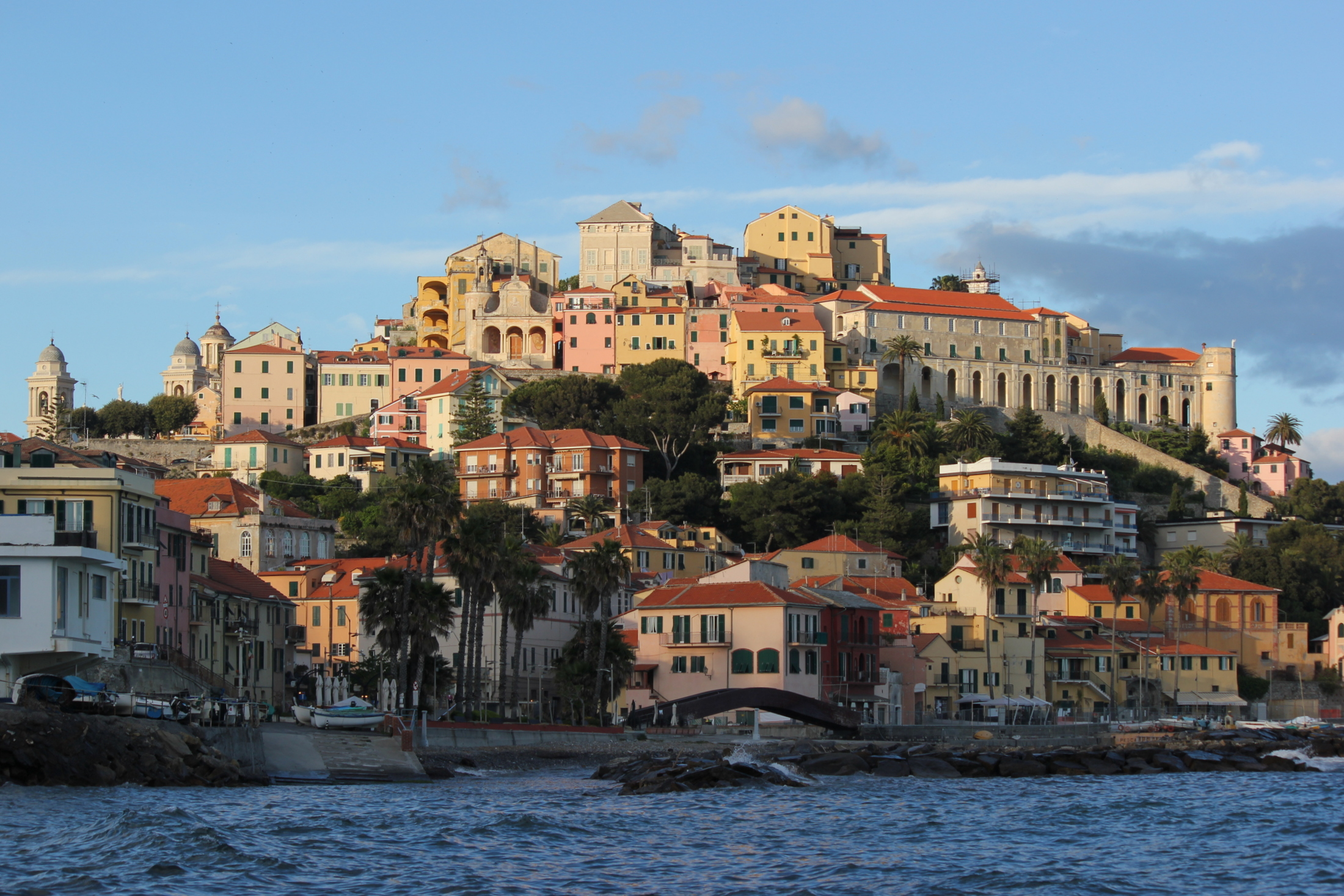
Imperia
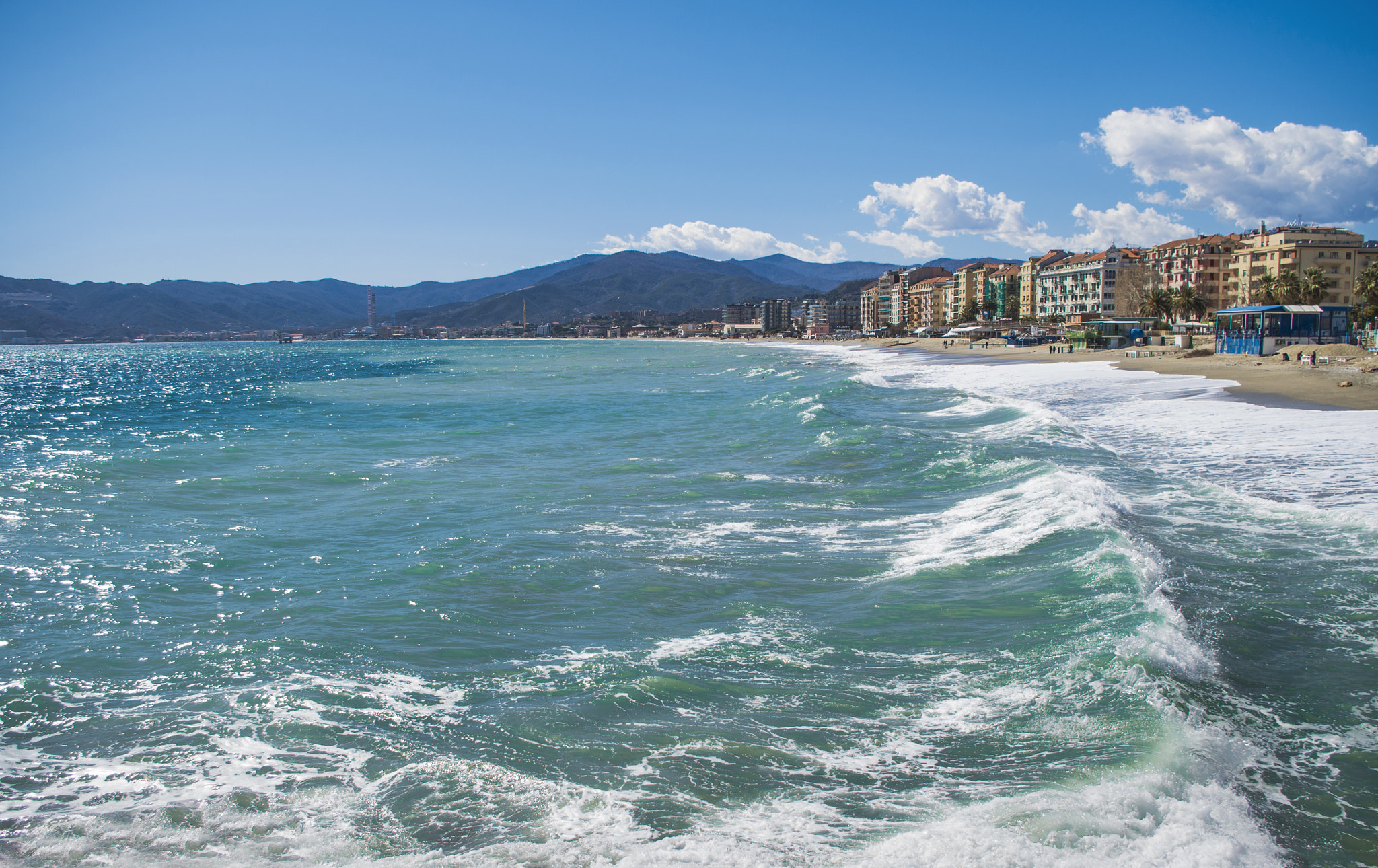
Savona
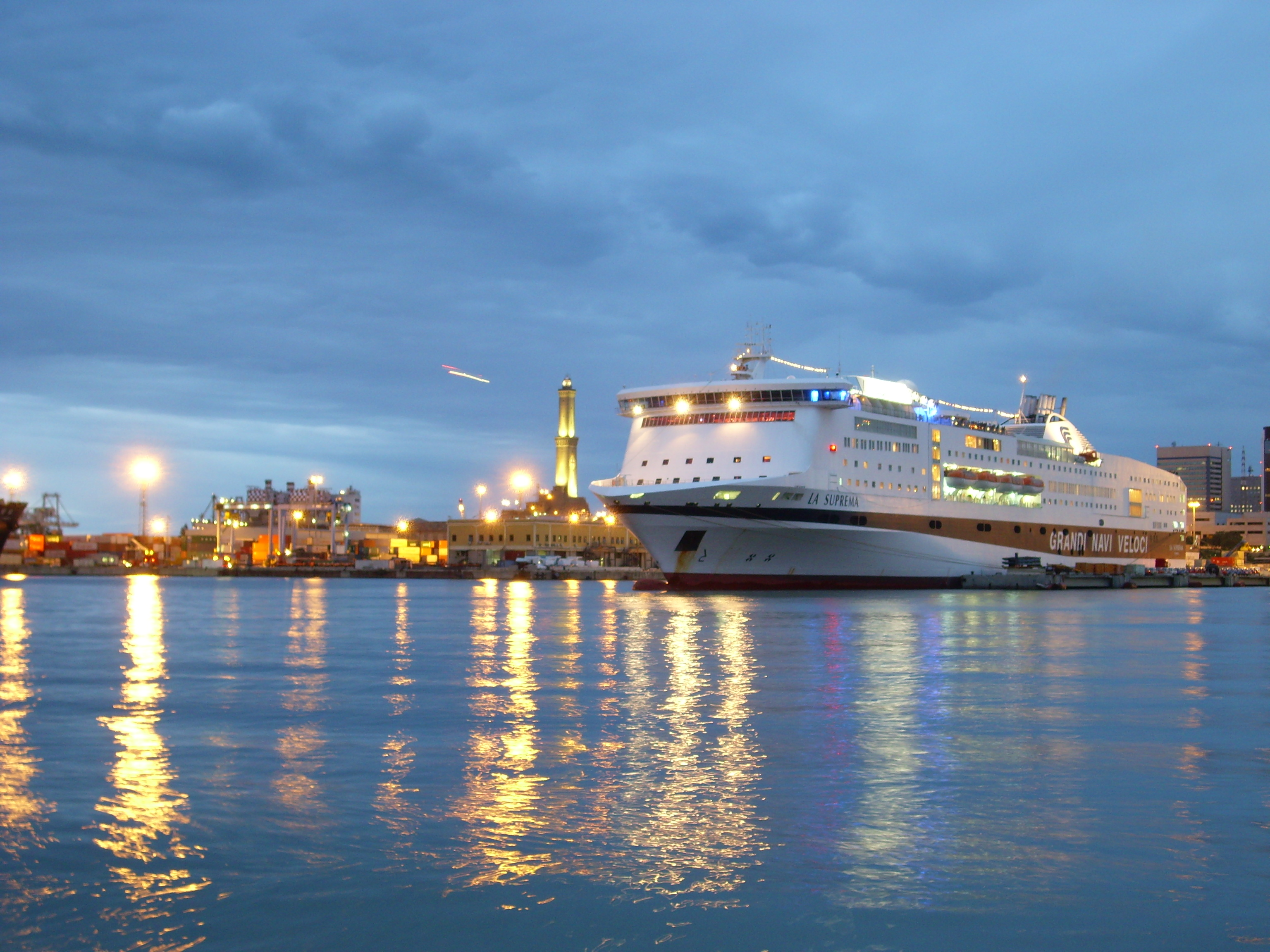
Una vista nocturna de una parte del puerto de Genova
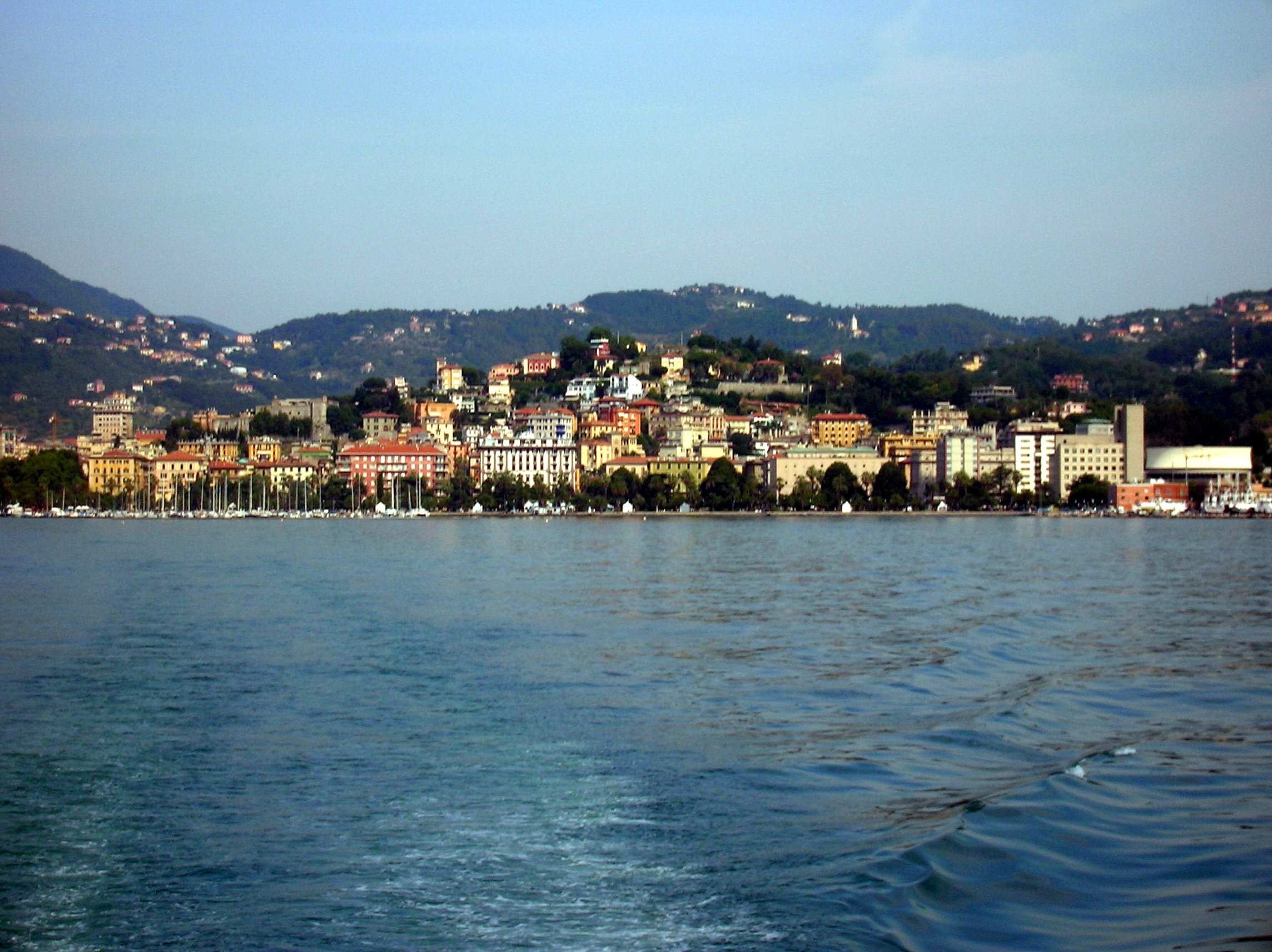
La Spezia
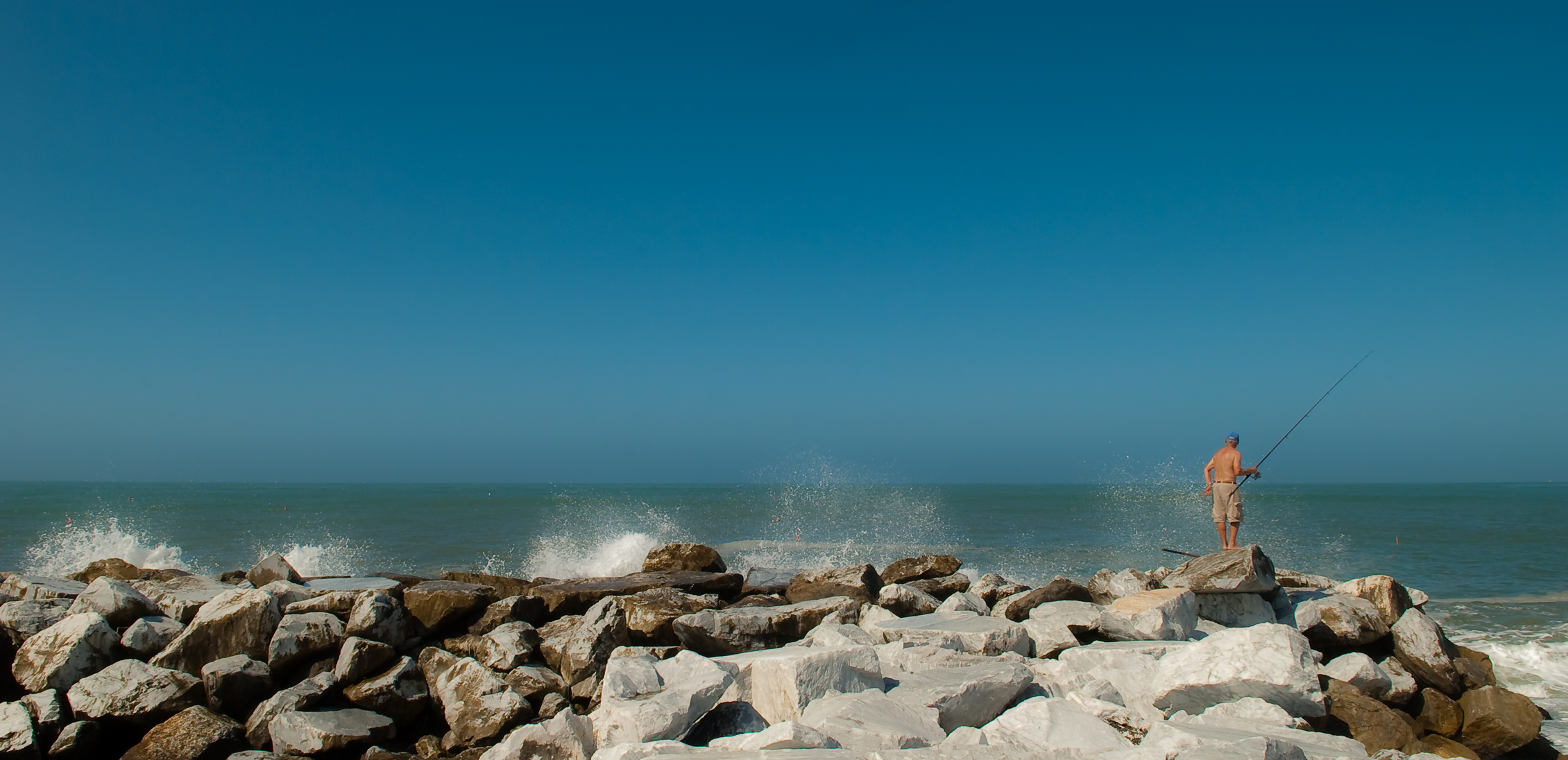
Massa
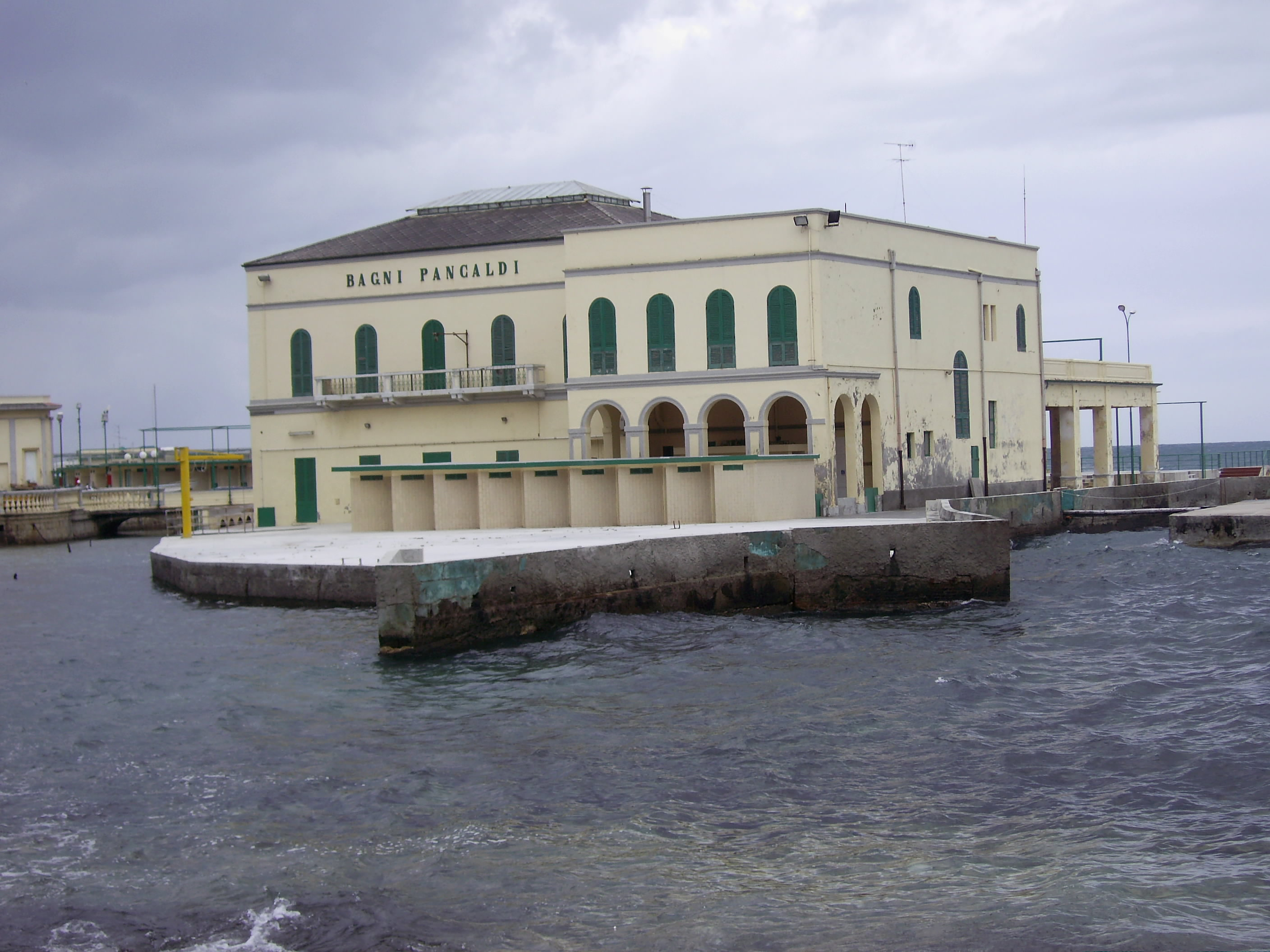
Livorno